# Ковган, Александр Александрович
Александр Александрович Ковган (укр. Олександр Олександрович Ковган; род. 14 сентября 1982) — украинский футболист, нападающий.

## Игровая карьера
Воспитанний ДЮСШ запорожского «Металлурга». С 1998 года привлекался к матчам дубля «Металлурга» во второй лиге чемпионата Украины. Зимой 2001 года Мирон Маркевич брал Ковгана на сборы с основной командой, но и после этого нападающий остался в дубле. Зимой 2004 года президент «Металлурга» Виктор Межейко заявил что Александр Ковган будет подыскивать себе новую команду. За глувную команду футболист так и не сыграл.
Александр продолжил карьеру в кировоградской «Звезде», где 14 марта 2004 года в игре против одесского «Черноморца» дебютировал в высшей лиге чемпионата Украины. В составе кировоградцев сыграл 10 матчей, но не в одном из них не провёл на поле более 45 минут.
Через полгода Ковган вернулся в низшие дивизионы. Играл в первой лиге за «Николаев», «Борисфен» и «Волынь», во второй — за «Александрию» и «Коммунальник», а также в любительских командах «Электрометаллург-НЗФ» и «Россо Неро» (Запорожье).

## Карьера в сборной
Играл в сборной Украины среди юношей 1982 г.р. (тренер — Валентин Луценко). В товарищеских матчах в марте 2000 года забивал сверстникам из Польши, в июле 2000 играл с Россией, а в феврале 2001 в рамках учебно-тренировочного сбора на Кипре — с тольяттинской «Ладой» .